# Cacyreus ericus
Cacyreus ericus är en fjärilsart som beskrevs av Fabricius 1793. Cacyreus ericus ingår i släktet Cacyreus och familjen juvelvingar. Inga underarter finns listade i Catalogue of Life.